# Beck – Dödläge
Beck – Dödläge är svensk TV-film från 2023. Filmen är den fjärde i nionde säsongen baserade på Sjöwall Wahlöös fiktiva polis Martin Beck. Den är regisserad av Niklas Ohlson.
Filmen hade premiär i Storbritannien i juli 2023, på den brittiska streamingtjänsten BBC iPlayer. Den hade premiär i Sverige den 9 februari 2024 på TV4 Play.

## Rollista (i urval)
| - Peter Haber – Martin Beck - Jennie Silfverhjelm – Alexandra "Alex" Beijer - Martin Wallström – Josef Eriksson - Måns Nathanaelson – Oskar Bergman - Anna Asp – Jenny Bodén - Valter Skarsgård – Vilhelm Beck - Elmira Arikan – Ayda Çetin - Monica Albornoz – Ana - Rebecka Hemse – Inger Beck - Ingvar Hirdwall – Grannen | - Edvin Bredefeldt – Tobban - Sofia Ledarp – Eva Kremer - Lancelot Ncube – Milo Razza - Alexandra Nordberg – Nina Fehre - Pontus T. Pagler – Chris Simic - Magnus Schmitz – Örjan - Maria Sundbom – Trine Hørsdal - Anna Lindmarker – sig själv - Johan Macéus – sig själv |